# رود دیوما
رود دیوما (باشقیری: Дим) یک رودخانه در استان باشقیرستان کشور روسیه است.